# Rainer Bischof

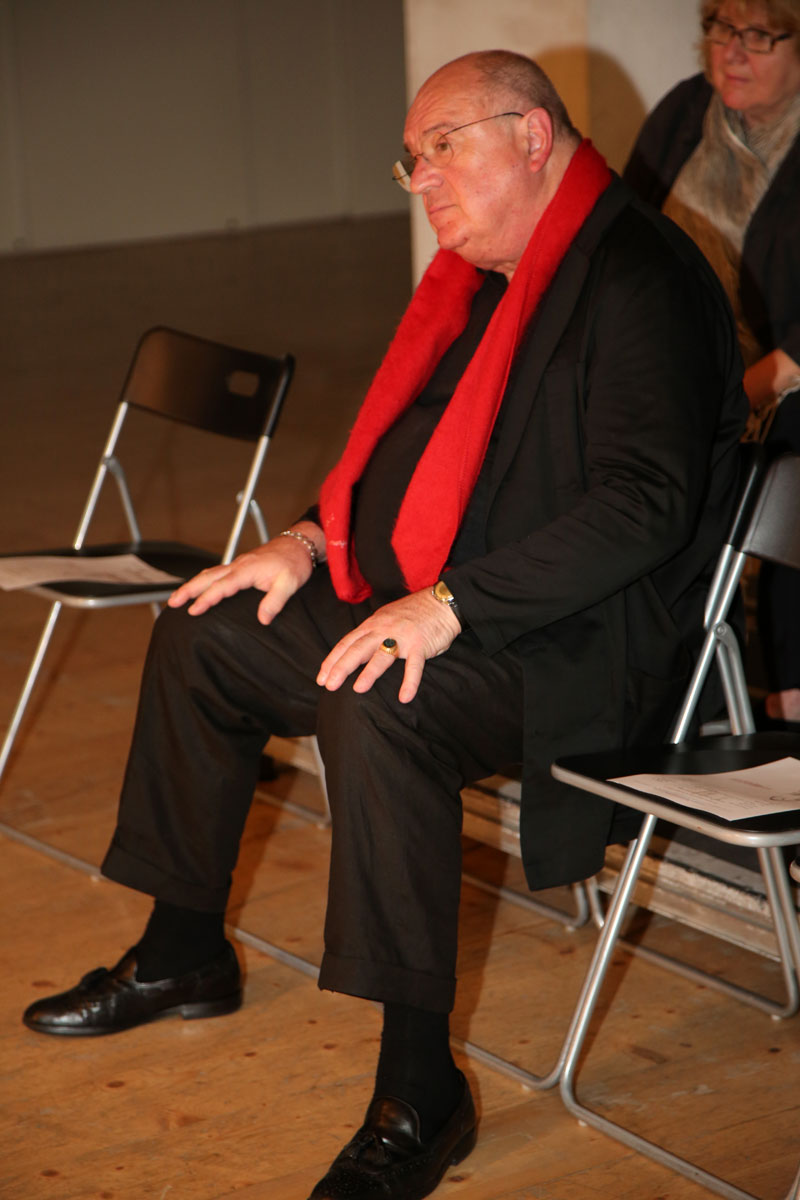
Rainer Bischof, 2014 (©Franz Johann Morgenbesser)

Rainer Bischof (* 20. Juni 1947 in Wien) ist ein österreichischer Komponist und Musikmanager.

## Leben
Bischof hat an der Musikhochschule Wien in den Jahren 1965 bis 1967 Komposition und Dirigieren studiert. Ab 1967 schloss sich ein fünfjähriges Studium bei Hans Erich Apostel an. Bischof hat darüber hinaus in den Jahren 1965 bis 1973 an der Universität Wien Jus, Philosophie, Kunstgeschichte und Pädagogik belegt. Von 1984 bis 1988 war er im Kulturamt der Stadt Wien tätig, präsidierte von 1984 bis 1986  den Österreichischen Komponistenbund. Seit 1986 ist er Vizepräsident der Alban-Berg-Stiftung. Von 1988 bis 2005 war Bischof Generalsekretär der Wiener Symphoniker, von 1991–2015 Präsident der Internationalen Gustav Mahler Gesellschaft.
Seit 1987 wirkt Bischof auch als Lehrbeauftragter an der Wiener Musikuniversität und war international als Gastdozent an verschiedenen Universitäten aktiv. Seit 1996 leitet er eine Kompositionsklasse am Konservatorium Wien Privatuniversität.

## Auszeichnungen
- 1981: Förderungspreis der Stadt Wien für Musik[2]
- 1993: Österreichisches Ehrenkreuz für Wissenschaft und Kunst
- 1997: Ehrenring der Bregenzer Festspiele
- 1997: Anton-Bruckner-Ring der Wiener Symphoniker
- 1998: Österreichisches Ehrenkreuz für Wissenschaft und Kunst I. Klasse
- 1998: Goldenes Ehrenzeichen für Verdienste um das Land Wien
- 2000: Montfortorden des Landes Vorarlberg
- 2003: Komtur für Zivile Dienste um das Königreich Spanien[3]
- 2007: Goldene Ehrenmedaille der Bundeshauptstadt Wien[4]

## Werke (Auswahl)

### Ensemblemusik
- Charakteristische Differenzen – für Violine und Klavier, op. 8 (1974)[5]
- In memoriam memoriae – Liederzyklus für Mezzosopran, Sprecher und Kammerensemble, op. 9 (1975–1977)[5]
- Morgenstern-Eichendorff Lieder – für mittlere Stimme und Klavier, op. 12 (1978)[5]
- Und so sink ich leise in mich selbst hinein – Österreichischer Liederzyklus für Mezzosopran und Violine, op. 17 (1982–1983)[5]
- Trio fragile 1985 – für Violine, Violoncello und Klavier, op. 21 (1985)[5]
- Mallet ricercare – für Xylophon, Vibraphon und Marimbaphon, op. 22 (1988)[5]
- Nightwoods – for saxophone quartet, op. 23 (1988)[5]
- Trio 89 – für Violine, Violoncello und Klavier, op. 26 (1989)[5]
- Streichsextett – für zwei Violinen, zwei Violen und zwei Violoncelli, op. 28 (1989–1990)[5]
- Gedanken für drei Instrumente – für Horn, Geige und Klavier, op. 34 (1993)[5]
- Ein Jahr im Turm mit Hölder – Liederzyklus für Altstimme, Fagott (Violoncello), Celesta und Klavier, op. 44 (1996)[5]
- Reflexionen – für Oboe und Rezitation. op. 47 (1997)[5]
- Sempre lo' stesso, ma ... – für Violine, Klarinette, Horn, Fagott und Klavier, op. 52 (1998)[5]
- Intreccio profondo – für Altflöte und Bassflöte, op. 61 (2001)[5]
- Versuch über das Wienerische – für Schrammelquintett, op. 63 (2001)[5]

### Orchestermusik
- Deduktionen für Streichorchester, op. 7 (1973–1974)[5]
- Konzert für Flöte und Streichorchester, op. 11/1 (1978–1979)[5]
- Studie in Pianissimo – für großes Orchester, op. 32 (1991)[5]
- Stracci II. – Kammersymphonie, op. 33 (1992)[5]
- Sinfonia – für Orchester, op. 40 (1994)[5]
- Stracci III. – Kammersymphonie, op. 49 (1997)[5]
- Stracci IV. – Kammersymphonie, op. 54 (1998)[5]
- Totentanz – Zwanzig Abstraktionen nach Herwig Zens für großes Orchester, op. 57 (1999)[5]

### Sololiteratur
- Sonatine für Klarinette solo, op. 1 (1969)[5]
- Sonatine für Horn solo, op. 2 (1970)[5]
- Studien zum Flötenkonzert – für Flöte solo, op. 11/2 (1978)[5]
- Orgel-Variationen – für Orgel solo, op. 14 (1981)[5]
- Viola tricolor – 32 Variationen für Bratsche solo, op. 16 (1982)[5]
- Sic et non – 5-4 Cogitationes per trombone, op. 24 (1988)[5]
- Elegie – für Bassflöte, op. 30 (1990–1991)[5]
- Hawa naschira – Acht Variationen für Violine solo, op. 31 (1990–1991)[5]
- Mutationen – für Violoncello solo, op. 41 (1994)[5]
- Transfigurazione – per Fagott solo, op. 42 (1995)[5]
- Auf der Suche nach ... – Klavierstück, op. 46 (1996)[5]
- Contrabassissimo – Sechs Variationen für Kontrabass solo, op. 51 (1998)[5]
- Timpani malletissimo – sieben Pauken, fünf gestimmte Tom-Toms und fünf Schlaginstrumente, aber nur einen Spieler, op. 56 (1998)[5]
- Assoziationen – für Trompete solo, op. 59 (2000)[5]
- Recuerdo – für Bariton- bzw. Altsaxophon solo, op. 64 (2002)[5]